# مقاطعة سومتر (كارولينا الجنوبية)
مقاطعة سومتر هي مقاطعة في كارولاينا الجنوبية، في الولايات المتحدة الأمريكية، بلغ عدد سكانها 107,456  نسمة وذلك حسب إحصائيات سنة 2010، عاصمتها سمتر، تبلغ مساحتها 1,766 كيلومتر مربع.

## الموقع
تشترك في الحدود مع:
- مقاطعة لي (كارولينا الجنوبية)
- مقاطعة كلارندون (كارولينا الجنوبية).

## التقسيمات الإدارية
- سمتر.

## أعلام
- ريتشارد هيرون أندرسون
- ويليام هوستون
- جورج دبليو. موراي